# Línea Aérea de Entre Ríos
LAER (Línea Aérea de Entre Ríos) fue una aerolínea estatal  no operativa de Argentina oriunda de la Provincia de Entre Ríos que realizaba vuelos regulares desde Buenos Aires hacia ciudades en el Litoral argentino. Sus operaciones cesaron en 2017 para aliarse con Aerolíneas Argentinas

## Historia
En 1967 ante el aislamiento que presentaban las provincias mesopotámicas, el gobernador de facto de Entre Ríos, Brigadier Favre, decide fundar LAPER (Líneas Aéreas Provinciales de Entre Ríos). En el momento de la creación de LAPER la aerolínea comenzó a volar utilizando aviones Cessna 180, 337 y 402. Se empezó a hacer correo aéreo uniendo a Paraná con Villaguay, Concordia, Córdoba, Concepción del Uruguay, La Paz, Rosario y Buenos Aires.
En diciembre de 1973 LAPER dejó de volar. Pero en 1978 se utiliza por primera vez el nombre LAER (Líneas Aéreas de Entre Ríos), contando con aviones IA -50 GII y haciendo el vuelo inaugural Paraná - Gualeguaychú - Aeroparque.
El 19 de abril de 2002, tras la crisis económica que atravesó el país, LAER suspende sus operaciones.
El 22 de octubre de 2007, LAER con Gualberto Salcerini como interventor reinicia sus vuelos a través de un convenio con la empresa Macair Jet del Grupo Macri, quienes se hacen cargo de la operación de la aerolínea con sus aviones propios. Los nuevos destinos cubiertos fueron Paraná, Concordia y Buenos Aires. En esta nueva etapa LAER estrenó una nueva imagen comercial, que fue visible en el área comercial de la aerolínea pero no en los aviones que operaban los vuelos. 
En diciembre de 2009, LAER finaliza el contrato con Macair Jet y no es renovado, optando por contratar a Flying America para la operatoria de sus vuelos.
En noviembre de 2010, se inician conversaciones con la empresa Macair Jet en el marco de la planificación de expansión de rutas que lleva adelante LAER con miras al año 2011. En marzo del 2011, se acuerdan los primeros lineamientos para la futura operación y el 11 de mayo de 2011 se firman los contratos para la operación de los vuelos entre Paraná y Buenos Aires. El 24 de julio de ese año, se suma la operación de las demás rutas que opera LAER. Este contrato estipula que LAER mantiene el gerenciamiento total de las operaciones realizadas, lo que representa: operaciones en vuelo, parte del mantenimiento de las aeronaves, comercialización y gestión empresarial. Como parte de los acuerdos alcanzados, una de las aeronaves BAE Jetstream 3200 pasó a ser en parte propiedad de LAER a partir del 12 de mayo de 2011, quedando definitivamente como propiedad de la empresa al cabo de 26 meses contados a partir de la fecha antes mencionada. 
En marzo de 2014, LAER dejó de realizar vuelos. En diciembre de 2015 renunció Salcerini y asumió Alfredo de Meyer como interventor, quien declaró que la empresa estaba en un proceso de "reestructuración". El gobierno provincial siguió enviando aportes a la empresa para pagar los sueldos de los 30 empleados. En marzo de 2016, los senadores de Cambiemos emitieron un pedido de informes al ejecutivo para conocer el estado de la empresa.
En abril de 2016, el gobernador de Entre Ríos, Gustavo Bordet declaró que LAER dejará de operar debido a su alto costo. En noviembre de ese año, Macair demandó a LAER por cuotas impagas del contrato de leasing de los aviones.

## Destinos
Argentina
- Buenos Aires - Aeroparque Jorge Newbery
- Concordia - Aeropuerto Comodoro Pierrestegui
- Goya - Aeropuerto de Goya[5][6][7][8]
- Mar del Plata - Aeropuerto Internacional Brigadier General Bartolomé de la Colina [Estacional, verano]
- Mercedes - Aeropuerto de Mercedes
- Necochea - Aeropuerto Edgardo Hugo Yelpo[9] [Estacional, verano]
- Paraná - Aeropuerto General Justo José de Urquiza
- Reconquista - Aeropuerto Daniel Jurkic[10]
- El Calafate - Parque nacional Perito Moreno servicio de taxi aéreo y paseos en helicóptero

 Paraguay
- Asunción - Aeropuerto Internacional Silvio Pettirossi (Inicia próximamente)
- Encarnación - Aeropuerto Teniente Amín Ayub González (Inicia próximamente)
- Pilar - Aeropuerto Carlos Miguel Jiménez (Inicia próximamente)

 Uruguay
- Montevideo - Aeropuerto Internacional Carrasco (Inicia próximamente)
- Punta del Este - Aeropuerto Internacional Laguna del Sauce (Inicia próximamente)
- Colonia del Sacramento - Aeropuerto Laguna de los Patos (Inicia próximamente)

### Destinos antiguos
Argentina
- Paso de los Libres - Aeropuerto Internacional de Paso de los Libres
- Gualeguaychú - Aeropuerto de Gualeguaychú
- Aeropuerto de Santa Teresita - Partido de la Costa

## Flota
- IA-50 GUARANI II

- SAAB 340B

- FOKKER F28-1000

- ATR 42/72

El tipo de aviones que Flying America utiliza en LAER son: